# Мишутино (Удомельский район)
Мишутино — деревня в Удомельском городском округе Тверской области.

## География
Деревня находится в северной части Тверской области на расстоянии приблизительно 13 км на восток-северо-восток по прямой от железнодорожного вокзала города Удомля на северном берегу озера Мишутинское.

## История
Дворов (хозяйств) было 2 (1859), 3 (1886), 5 (1911). В советский период истории работали колхозы «Просвет»и «Заря коммунизма». До 2015 года входила в состав Рядского сельского поселения до упразднения последнего. С 2015 года в составе Удомельского городского округа. Ныне имеет дачный характер.

## Население
Численность населения: 25 человек (1859 год), 7 (1886), 52 (1911), 0 как в 2002 году, так и в 2010.